# Fairey Gannet

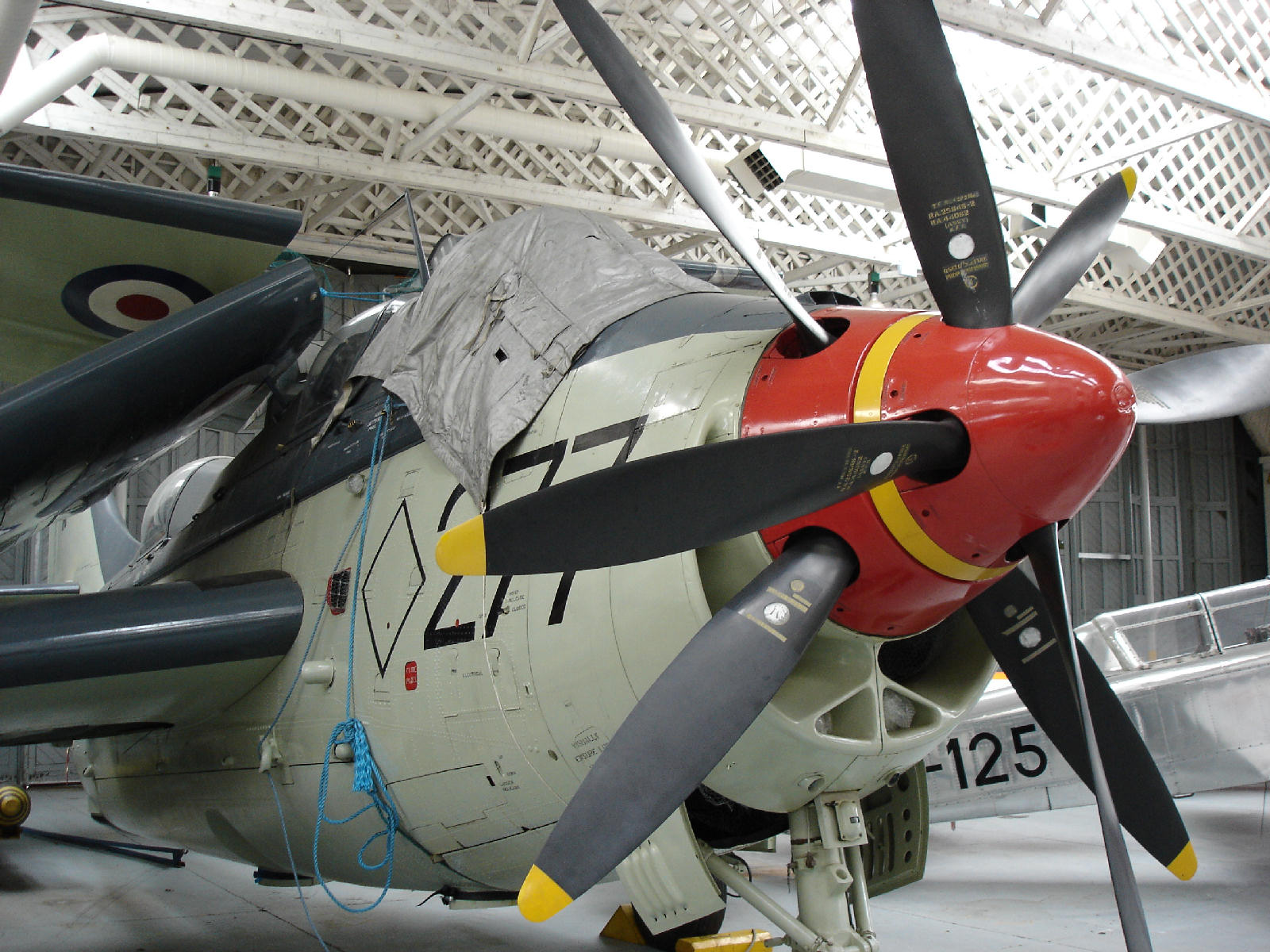
Fairey Gannet в британском военном музее, Duxford

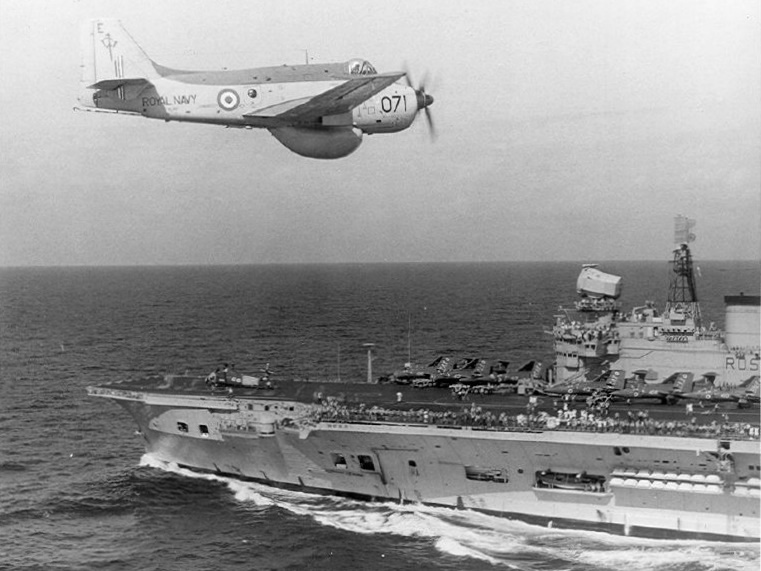
Fairey Gannet в полёте

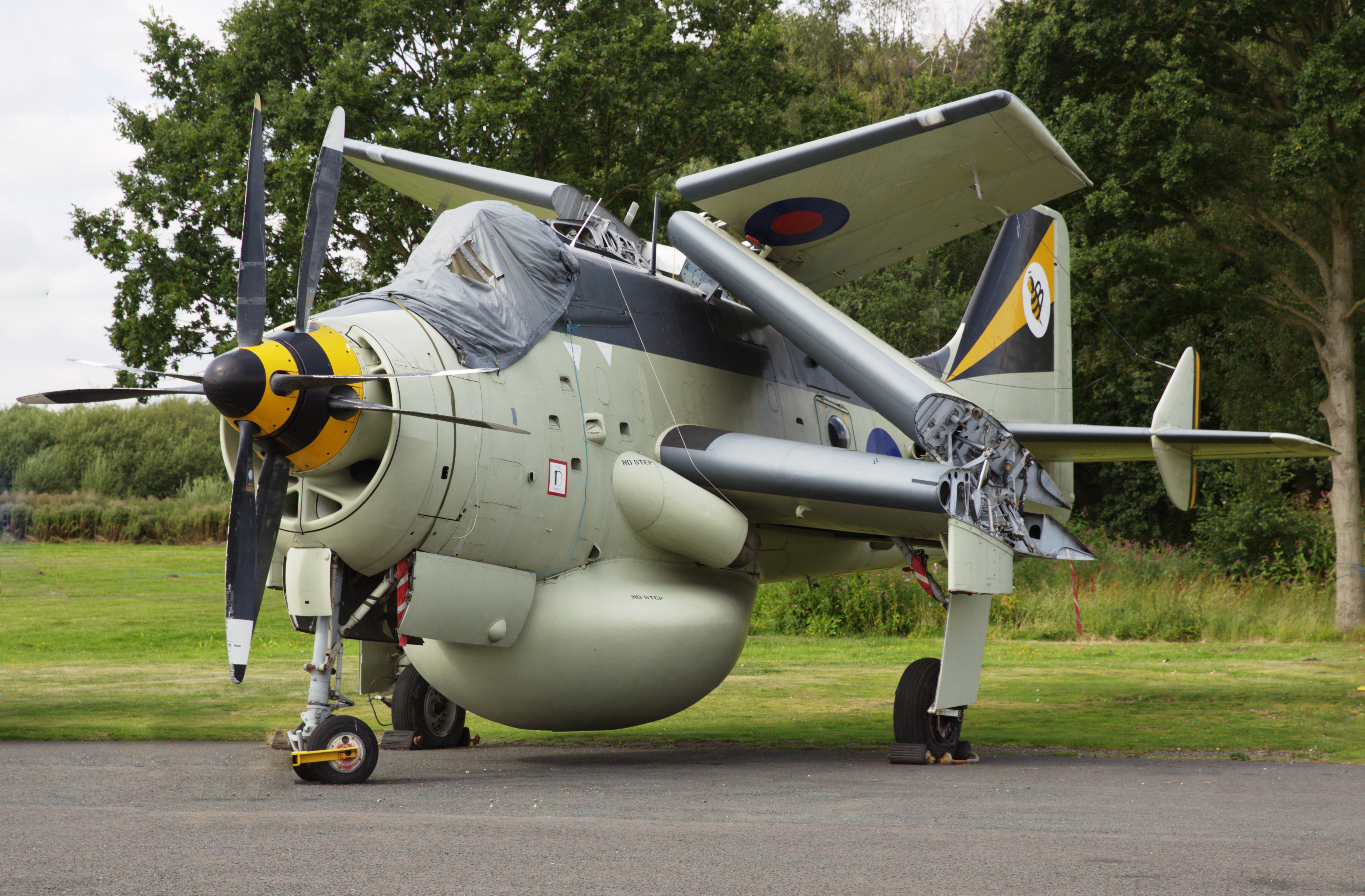
Fairey Gannet AEW 3

Фэйри Гэнит (англ. Fairey Gannet — Олуша) — британский палубный противолодочный самолёт и самолёт ДРЛО. Разработан и производился Fairey Aviation Company. Эксплуатировался с 1953 по 1978 год. Эксплуатанты — ВМС Великобритании, Австралии, Индонезии, ФРГ.

## Конструкция самолёта
В качестве силовой установки применён сдвоенный турбовинтовой двигатель Double Mamba (два ТВД Armstrong Siddeley Mamba, расположенные рядом), работающие через общую трансмиссию на соосные четырёхлопастные винты. Один из двигателей мог быть отключен в полете для экономии топлива.
Кабина пилота сдвинута вперед для обеспечения наилучшего обзора при эксплуатации с авианосца, она расположена непосредственно над двигателем. Кабина первого наблюдателя располагается сразу за кабиной пилота, кабина второго наблюдателя смещена к хвостовому оперению.
Самолёт имеет внутренний бомбовый отсек и убираемый радиопрозрачный обтекатель бортовой РЛС.
- Крылья самолёта складываются для базирования на авианосце.

## Эксплуатация
Самолёт Fairey Gannet начал эксплуатироваться Королевским ВМС Великобритании с 1954 года; первый эскадрон сформирован на авианосце HMS Eagle.
Всего было построено 348 самолётов в пяти модификациях:
- Gannet AS.1 — противолодочный самолет с двигателем Double Mamba ASMD.1 (181 экз.)
- Gannet T.2 — учебный самолёт на базе AS.1 (37 экз.)
- Gannet AS.4 — противолодочный самолет  с двигателем Double Mamba ASMD.3 (73 экз.)
- Gannet T.5 — учебный самолет на базе AS.4 (8 экз.)
- Gannet AEW.3 — самолет ДРЛО (44 экз.)

Еще один T.2 и один AS.4 были получены конверсией ранее произведенных AS.1. Также путем конверсии были получены следующие модификации:
- Gannet AS.4 COD (COD.4) — транспортный самолет (6 экз.)
- Gannet AS.6 (ECM.6) — самолет РЭБ (9 экз.)

К 1960 году противолодочные Gannet в Королевском флоте были заменены вертолётами Westland Whirlwind HAS.7; транспортные и ДРЛО эксплуатировались до 1978 года.
37 самолётов (33 AS.1 и 4 T.2) эксплуатировались в 1955—1966) ВМС Австралии, 16 машин (15 AS.4 и один T.5)  — ВМС ФРГ (с береговых баз, 1958—1965). Около двух десятков противолодочных и учебных самолетов закупила и Индонезия.

## Лётно-технические характеристики
- Тип самолёта — моноплан с носовой опорой;
- Экипаж — 3 человека:
  - пилот
  - два наблюдателя;
- Крыло — среднерасположенное;
- Шасси — трёхстоечное;
- Опора — носовая;
- Силовая установка — сдвоенный турбовинтовой двигатель, приводящий соосные винты противоположного вращения;
- Размеры:
  - длина — 13,41 м;
  - размах крыльев — 16,57 м;
  - высота — 5,13 м;
- Взлетный вес: 11 400 кг;
- Силовая установка:
  - 1×ТВД Armstrong Siddeley Double Mamba ASMD 4;
  - мощность — 3875 л. с. (2,890 kW);
- Максимальная скорость: 402 км/ч;
- Дальность полёта: 1127 км;
- Практический потолок: 7600 м;
- Продолжительность полета: 5-6 часов.